# Carlo Schmidl
Carlo Schmidl (* 7. Oktober 1859 in Triest, Kaisertum Österreich; † 7. Oktober 1943 in Triest) war ein italienisch-österreichischer Musikverleger und Kunstsammler.

## Leben
Sein Vater Anton Schmidl (1814–1880) war Konzertdirektor und zog von Budapest nach Triest. Carlo (Carl) Schmidl lernte bei seinem Vater Musiktheorie und Violine. 1872 begann er im Alter von dreizehn Jahren als Kopist und Sekretär am Fondaco Vicentini zu arbeiten, einem der damals größeren Triestiner Musikverlage. 1889 gründete er sein eigenes Musikgeschäft, die Carlo Schmidl & Co., der er im Jahr darauf auch die Fondaco Vicentini einverleibte. 1902 verkaufte er sein Unternehmen an den Mailänder Musikverlag Ricordi, für den er 1901 eine Niederlassung in Leipzig gründete, und die er bis 1906 leitete.
In den darauffolgenden Jahren veröffentlichte er unter anderem Werke und Biographien italienischer und österreichischer Komponisten und sammelte währenddessen auch zahlreiche Handschriften, Frühdrucke und andere Materialien mit Bezug zu Theater und Musik. 1924 schloss er mit der Stadt Triest eine Vereinbarung zur Gründung eines Museums am Teatro Giuseppe Verdi. Er ließ seine in fünfzig Jahren zusammengetragene Sammlung in dieses Museum einfließen und überließ der Stadt diese Sammlung nach seinem Tod. Seit 1947 ist das städtische Theatermuseum Carlo Schmidl nach ihm benannt und heute im Palazzo Gopcevich am Canal Grande untergebracht.

## Veröffentlichungen
- Dizionario universale dei musicisti Bd. 1, Ricordi, Mailand, 1887–1890
- Dizionario universale dei musicisti Bd. 2, Ricordi, Mailand, 1928–1929